# Seguyia chinchona
Seguyia chinchona är en tvåvingeart som beskrevs av Kelsey 1969. Seguyia chinchona ingår i släktet Seguyia och familjen fönsterflugor. Inga underarter finns listade i Catalogue of Life.